# Gagrella
Gagrella is een geslacht van hooiwagens uit de familie Sclerosomatidae.
De wetenschappelijke naam Gagrella is voor het eerst geldig gepubliceerd door Stoliczka in 1869. 

## Soorten
Gagrella omvat de volgende 221 soorten:
- Gagrella aenescens
- Gagrella aenigra
- Gagrella albertisii
- Gagrella albicoxata
- Gagrella albifrons
- Gagrella albipunctata
- Gagrella amboinensis
- Gagrella annapurnica
- Gagrella annulatipes
- Gagrella aorana
- Gagrella apoensis
- Gagrella argentea
- Gagrella armillata
- Gagrella arthrocentra
- Gagrella asperula
- Gagrella atra
- Gagrella atrata
- Gagrella atrorubra
- Gagrella aura
- Gagrella aurantiaca
- Gagrella aureolata
- Gagrella aurispina
- Gagrella auromaculata
- Gagrella auroscutata
- Gagrella beauforti
- Gagrella bella
- Gagrella bengalica
- Gagrella biarmata
- Gagrella bicolor
- Gagrella bicolorispina
- Gagrella binotata
- Gagrella biseriata
- Gagrella borneoensis
- Gagrella brunnea
- Gagrella buruana
- Gagrella caerulea
- Gagrella cana
- Gagrella carinia
- Gagrella ceramensis
- Gagrella cerata
- Gagrella cervina
- Gagrella ceylonensis
- Gagrella cinctipes
- Gagrella cinerascens
- Gagrella concinna
- Gagrella coriacea
- Gagrella corrugata
- Gagrella crassitarsis
- Gagrella cruciata
- Gagrella cuprea
- Gagrella cuprinitens
- Gagrella curuanica
- Gagrella curvispina
- Gagrella cyanargentea
- Gagrella cyanatra
- Gagrella delicatula
- Gagrella denticulata
- Gagrella denticulatifrons
- Gagrella diluta
- Gagrella disticta
- Gagrella dubia
- Gagrella duplex
- Gagrella elegans
- Gagrella ephippiata
- Gagrella erebea
- Gagrella feae
- Gagrella figurata
- Gagrella flava
- Gagrella flavimaculata
- Gagrella fokiensis
- Gagrella foveolata
- Gagrella fragilis
- Gagrella franzi
- Gagrella fulva
- Gagrella fuscipes
- Gagrella godavariensis
- Gagrella gracilis
- Gagrella grandis
- Gagrella grandissima
- Gagrella granobunus
- Gagrella granulata
- Gagrella gravelyi
- Gagrella grisea
- Gagrella guttata
- Gagrella hainanensis
- Gagrella hansenii
- Gagrella hasseltii
- Gagrella heinrichi
- Gagrella hirta
- Gagrella histrionica
- Gagrella impressata
- Gagrella indochinensis
- Gagrella infuscata
- Gagrella insculpta
- Gagrella insulana
- Gagrella iwamasai
- Gagrella javana
- Gagrella kanaria
- Gagrella laciniipes
- Gagrella lateitia
- Gagrella leopoldi
- Gagrella lepida
- Gagrella leucobunus
- Gagrella lineatipes
- Gagrella longipalpis
- Gagrella longipes
- Gagrella longispina
- Gagrella luteofrontalis
- Gagrella luteomaculata
- Gagrella luzonica
- Gagrella maculipes
- Gagrella magnifica
- Gagrella maindroni
- Gagrella malabarica
- Gagrella malkini
- Gagrella marginata
- Gagrella matherania
- Gagrella melanobunus
- Gagrella mertoni
- Gagrella mindanaoensis
- Gagrella minuta
- Gagrella mjobergi
- Gagrella moluccana
- Gagrella monticola
- Gagrella natuna
- Gagrella neocera
- Gagrella nigerrima
- Gagrella nigra
- Gagrella nigrescens
- Gagrella nigripalpis
- Gagrella nigripes
- Gagrella niponica
- Gagrella nobilis
- Gagrella nocticolor
- Gagrella obscura
- Gagrella ochracea
- Gagrella ochroleuca
- Gagrella opaca
- Gagrella orientalis
- Gagrella ornata
- Gagrella ovata
- Gagrella pahangia
- Gagrella palawanica
- Gagrella parallela
- Gagrella patalungensis
- Gagrella paupera
- Gagrella peguana
- Gagrella perfecta
- Gagrella plebeja
- Gagrella prasina
- Gagrella pretiosa
- Gagrella promeana
- Gagrella pullata
- Gagrella pumilio
- Gagrella punctata
- Gagrella quadrimaculata
- Gagrella quadriseiata
- Gagrella quadrivittata
- Gagrella reticulata
- Gagrella reunionis
- Gagrella rorida
- Gagrella rubra
- Gagrella rufa
- Gagrella rugosa
- Gagrella sadona
- Gagrella sampitia
- Gagrella sarasinorum
- Gagrella sarawakensis
- Gagrella satarana
- Gagrella satoi
- Gagrella scabra
- Gagrella scintillans
- Gagrella scorbiculata
- Gagrella scutaurea
- Gagrella semangkokensis
- Gagrella semigranosa
- Gagrella serrulata
- Gagrella sexmaculata
- Gagrella sherriffsi
- Gagrella signata
- Gagrella similaris
- Gagrella similis
- Gagrella sinensis
- Gagrella speciosa
- Gagrella spinacantha
- Gagrella spinoculata
- Gagrella spinulosa
- Gagrella splendens
- Gagrella strinatii
- Gagrella subfusca
- Gagrella sulphurea
- Gagrella suluana
- Gagrella sumatrana
- Gagrella sumba
- Gagrella tenuipalpis
- Gagrella testacea
- Gagrella thaiensis
- Gagrella thienemanni
- Gagrella thorelli
- Gagrella tibialis
- Gagrella tinjurae
- Gagrella transversalis
- Gagrella triangularis
- Gagrella tricolor
- Gagrella tristis
- Gagrella trochanteralis
- Gagrella tuberculata
- Gagrella turki
- Gagrella unicolor
- Gagrella unispinosa
- Gagrella varians
- Gagrella victoria
- Gagrella viridalba
- Gagrella viridargentea
- Gagrella vittata
- Gagrella vulcanica
- Gagrella wangi
- Gagrella werneri
- Gagrella withi
- Gagrella yodoensis
- Gagrella yuennanensis